# Joeri Adams
Joeri Adams (Turnhout, 15 oktober 1989) is een Belgisch voormalig veldrijder. Daarnaast daarnaast was hij ook actief op de weg.

## Carrière
Op 27 januari 2007 werd Adams in het West-Vlaamse Hooglede-Gits wereldkampioen veldrijden bij de junioren. Tussen 1 oktober 2007 en 1 maart 2011 kwam hij uit voor de continentale ploeg van Rabobank.. Adams is thans te Minderhout woonachtig.

## Privéleven
Zijn drie jaar jongere broer Jens Adams is ook actief als veldrijder.

## Erelijst

### Wegwielrennen
2008
5e etappe A Ronde van Lleida (ploegentijdrit)

### Veldrijden
Overwinningen
| Seizoen   | Wereldbeker | Superprestige | Trofee veldrijen | WK  | EK  | BK  | Overige               | Aantal zeges |
| --------- | ----------- | ------------- | ---------------- | --- | --- | --- | --------------------- | ------------ |
| 2011-2012 |             |               |                  | DNS | NVT | 11e | Contern               | 1            |
| 2012-2013 |             |               |                  | DNS | NVT | DNS |                       | 0            |
| 2013-2014 |             |               |                  | DNS | NVT | DNS |                       | 0            |
| 2014-2015 |             |               |                  | DNS | NVT | DNF | Leudelange            | 1            |
| 2015-2016 |             |               |                  | DNS | DNS | 13e | Lanarvily, Leudelange | 2            |
| 2016-2017 |             |               |                  | DNS | DNS | DNF |                       | 0            |
| 2017-2018 |             |               |                  | DNS | DNS | 18e |                       | 0            |
| Totaal    | 0           | 0             | 0                | 0   | 0   | 0   | 4                     | 4            |

Resultatentabel
| Seizoen   | Aantal zeges      | Regenboogtrui | Europese kampioenentrui | Belgische kampioenstrui | WB  | SP  | X²O | UCI  |
| --------- | ----------------- | ------------- | ----------------------- | ----------------------- | --- | --- | --- | ---- |
| 2014–2015 | 1 overwinning(en) | DNS           | NVT                     | DNF                     | DNS | 23e | 8e  | 78e  |
| 2015–2016 | 2 overwinning(en) | DNS           | DNS                     | 13e                     | DNS | 19e | 20e | 91e  |
| 2016–2017 | 0 overwinning(en) | DNS           | DNS                     | DNF                     | DNS | 21e | 24e | 142e |
| 2017–2018 | 0 overwinning(en) | DNS           | DNS                     | 18e                     | DNS | 28e | 25e | 178e |
| Totaal    | 4 overwinning(en) | 0             | 0                       | 0                       | 0   | 0   | 0   | 0    |

### Jeugd
Wereldkampioen veldrijden: 2007 (junioren)
 Belgisch kampioen veldrijden: 2011 (beloften)

## Ploegen
- 2008 –  Rabobank Continental Team (vanaf 01/10)
- 2009 –  Rabobank Continental Team
- 2010 –  Rabobank Continental Team
- 2011 –  Rabobank Continental Team (tot 31/07)
- 2011 –  Telenet-Fidea (vanaf 01/08)
- 2012 –  Telenet-Fidea
- 2013 –  Telenet-Fidea
- 2014 –  Vastgoedservice-Golden Palace Continental Team
- 2015 –  Vastgoedservice-Golden Palace Continental Team
- 2016 –  Crelan-Vastgoedservice

Adams ·
Aernouts ·
Beima ·
Berkhout ·
Bol ·
Boom ·
van Emden (tot 31/08) ·
van Garderen ·
Keizer ·
de Knegt ·
Kreder · 
Kruijswijk ·
Lodewyck · 
Nys (tot 09/05) ·
Popov ·
van Poppel ·
Rabou ·
Sinkeldam ·
Van Staeyen ·
van der Velde ·
Vermeltfoort ·
van Winden
Adams ·
Aernouts ·
Berkhout ·
Boeve ·
Bol ·
Bos ·
Fuchs ·
van Garderen ·
van Geffen ·
Keizer ·
de Knegt ·
Kreder · 
Kruijswijk ·
Ockeloen ·
van Poppel ·
Rabou ·
Sinkeldam ·
Van Staeyen ·
Vermeltfoort ·
Vrijmoed ·
van Winden
Adams (tot 25/08) ·
Boeve ·
Bol ·
Bovenhuis ·
Bulgaç ·
van Geffen (tot 09/05) ·
Hofland ·
Keizer ·
Kelderman ·
Kreder · 
van der Lijke ·
Markus ·
Ockeloen ·
van Poppel ·
Sinkeldam ·
Slagter ·
Vermeltfoort ·
Vrijmoed
Adams · K.Baestaens · Dlask · Gavenda · Grand · Hník · Jouffroy · Meeusen · K.Pauwels · Peeters · Štybar · van Empel · van Kessel · B.Wellens
Adams · Al · Grand · Jouffroy · Meeusen · R.Peeters · D.Peeters · van Empel · van Kessel · Vandekinderen · B.Wellens
Adams · Aerts · Al · Jouffroy · Meeusen · R.Peeters · Soete · Van Aert · van Kessel · Vandekinderen · B.Wellens
Je.Adams · Jo.Adams · Cools · Cordeel · Denuwelaere · Geysen · Hulsmans · Lennertz · K.Peeters · R.Peeters · Ruijgh · van Aert · Van Laer · Van Staeyen · Vandousselaere · Vermote · Wynants